# Francesco Giuseppe Bressani
Padre Francesco Giuseppe (François-Joseph) Bressani (Roma, 6 maggio 1612 – Firenze, 9 settembre 1672) è stato un gesuita, missionario, geografo nonché esploratore, cartografo e astronomo italiano.
Durante otto anni di permanenza nella regione dei grandi laghi del Nord America, acquisì una preziosa esperienza del paese e dei suoi abitanti.

## Biografia
Nativo di Roma, entrò nella Compagnia di Gesù il 15 agosto 1626, all'età di quattordici anni. Studiò a Roma (1626-1630), poi, compiuti tre anni di insegnamento di letteratura, filosofia e matematica a Sezze e a Tivoli (1630-1633), rientrò a Roma per i primi tre anni di teologia (1633-1636). Manifestata la sua volontà di farsi missionario, nel 1636 riuscì a farsi mandare a Parigi, nel collegio di Clermont, a titolo di preparazione per l'attività missionaria nelle colonie francesi del Canada.

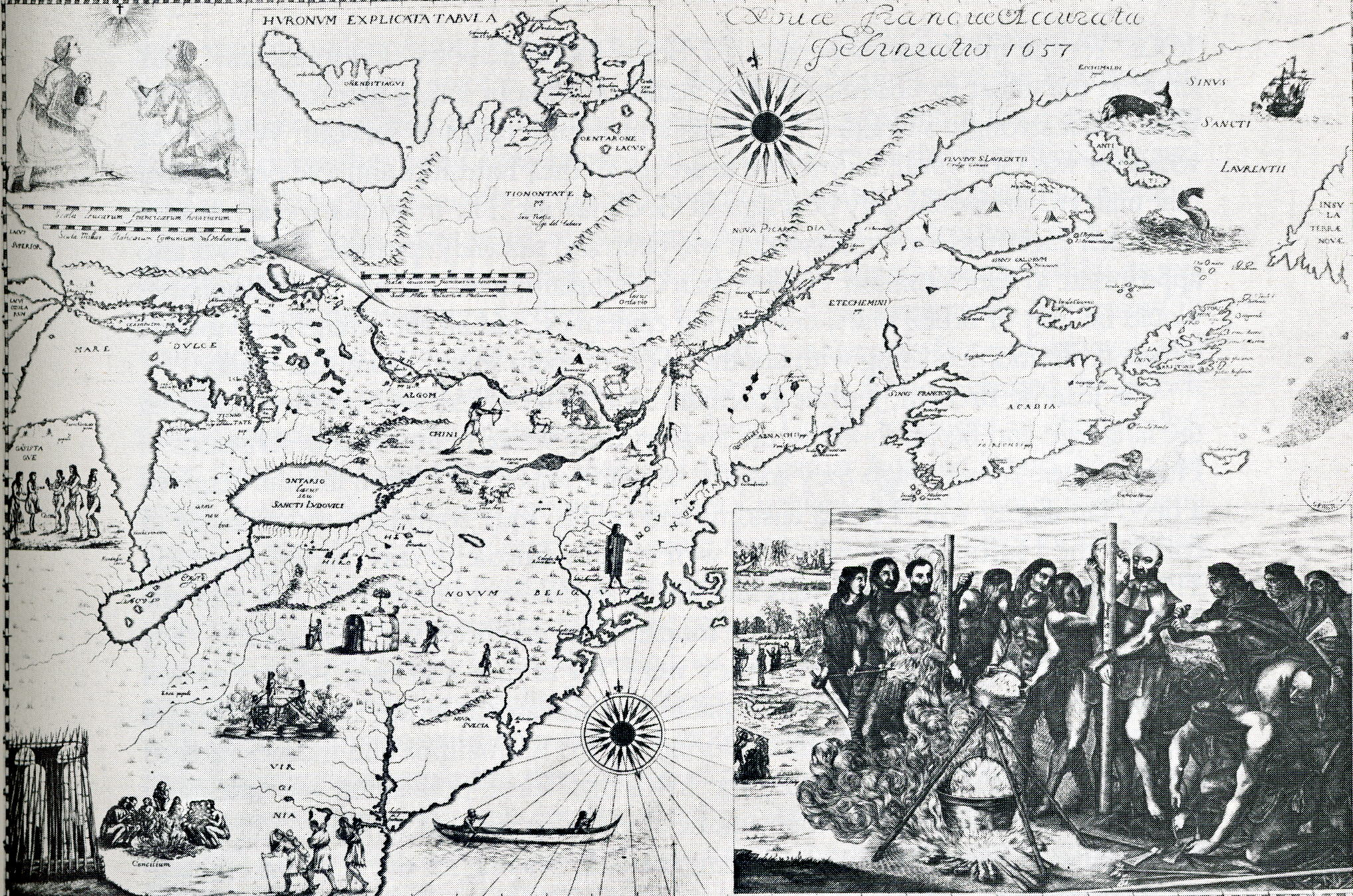
Mappa disegnata da Bressani nel 1657, illustrata con il martirio di Jean de Brébeuf e Gabriel Lalemant

Nel 1642, raggiunse finalmente la Nuova Francia, risiedendo per due anni tra i coloni francesi a Québec e Trois Rivières, in preparazione per la sua missione tra i nativi americani.
Il 27 aprile 1644, partì in canoa da Trois Rivieres per la missione Huron sulla Georgian Bay accompagnati da sei Uroni cristiani e un ragazzo francese di dodici anni. Egli ignorava che una dozzina di bande irochesi si fossero installate nei punti strategici seguiti da convogli francesi. Il terzo giorno di viaggio, a poche miglia da Fort Richelieu, p. Bressani e i suoi compagni furono attaccati e catturati da una banda di Irochesi. Nonostanze le torture e le mutilazioni, Bressani scampò alla morte. In una lunga relazione scritta il 15 luglio 1644 al generale dei gesuiti, egli descrive i territori attraversati, le difficoltà incontrate nel convertire i nativi, e le sofferenze affrontate durante la missione.
Venduto come schiavo a coloni olandesi che lo ricondusse in Europa, riuscì a riacquistare la libertà e a raggiungere il 15 novembre 1644 il porto di La Rochelle in Francia. Di lì ripartì nell'anno successivo per il Canada, dove prese parte nelle discussioni di pace con gli irochesi, riprendendo quindi il lavoro missionario tra gli Uroni nella regione dei grandi laghi nell'autunno del 1645. Vi rimase per quasi quattro anni, affrontando ogni difficoltà e cercando di capire i nativi, imparando la loro lingua e adattandosi al loro modo di vita.
Durante gli otto anni in cui rimase nei territori del Nord America, Bressani poté compiere importanti rilevazioni geografiche e di mappatura della regione. Fu il primo europeo ad offrire una descrizione delle cascate del Niagara. Mise anche a buon frutto le sue conoscenza astronomiche e le possibilità di osservazioni offerte dalle fredde notti invernali della regione, utilizzando un cannocchiale per l'analisi delle fasi lunari.
Nel 1648 i reiterati e continui attacchi da parte degli Irochesi portarono a gravi massacri; la nazione urone viveva ormai nel terrore. Padre Bressani cercò di ottenere aiuto dai funzionari francesi, ma senza ottenere grandi risultati. Con la distruzione della nazione urone, i superstiti furono condotti a Québec nell'estate del 1650.
Nel novembre del 1650, Bressani lasciò definitivamente l'America per rientrare in Francia e quindi in Italia nel 1651. Qui pubblicò il racconto delle sue esperienze missionarie nella sua Breve relatione d'alcune missioni de' PP. della Compagnia di Giesù nella Nuova Francia (Macerata 1653).
Bressani si dedicò alla predicazione e all'apostolato, guadagnandosi fama diffusa come predicatore, a Firenze, Bologna, Modena, e Roma, mostrando le mani mutilate a prova della propria fede. Ritiratosi nel collegio di Firenze, vi morì nel 1672.
Nell'Ottocento l'opera di Bressani fu riscoperta e tradotta in francese (Montreal 1852; Parigi 1853) e in inglese (Cleveland 1899).